# آی‌اس‌یو-۱۵۲
آی‌اس‌یو-۱۵۲ (به روسی: ИСУ-152) یک توپخانه خودکششی متحرک ساخت شوروی است که در طول جنگ جهانی دوم ساخته و مورد استفاده قرار گرفت. این ضد تانک به‌طور غیررسمی به ضدوروبوی در پاسخ به چندین تانک و توپخانه خودکششی آلمانی از جمله تایگرها و پنترها که وارد خدمت شدند، نام مستعار شد. از آنجایی که اسلحه آی‌اس‌یو-۱۵۲ در یک کاور نصب شده بود، هدف‌گیری آن ناخوشایند بود و باید با تغییر موقعیت توپخانه با استفاده از چرخ‌ها انجام می‌شد؛ بنابراین، به عنوان توپخانه متحرک برای پشتیبانی بیشتر از پیاده‌نظام متحرک و حملات زرهی مورد استفاده قرار گرفت. خدمات این ضد تانک تا دهه ۱۹۷۰ ادامه یافت و در چندین کمپین و کشور مورد استفاده قرار گرفت.